# Campanularia pumila
Campanularia pumila is een hydroïdpoliep uit de familie Campanulariidae. De poliep komt uit het geslacht Campanularia. Campanularia pumila werd in 1914 voor het eerst wetenschappelijk beschreven door Bale. 